# Зеда-Илеми
Зеда-Илеми (груз. ზედა ილემი) — село в Грузии, на территории Зестафонского муниципалитета края (мхаре) Имеретия.

## География
Село находится в западной части Грузии, к западу от реки Дзирулы, на расстоянии приблизительно 5 километров (по прямой) к юго-востоку от города Зестафони, административного центра муниципалитета. Абсолютная высота — 374 метра над уровнем моря.

## Население
По результатам официальной переписи населения 2014 года, в Зеда-Илеми проживало 307 человек (152 мужчины и 155 женщин). В национальной структуре населения грузины составляли 99,7 %, русские — 0,3 %.
| Год  | Население, человек |
| ---- | ------------------ |
| 2002 | 313                |
| 2014 | ↘ 307              |